# Revati Crater
Revati Crater (łac. Krater Revati) – krater na Charonie, odkryty w 2015 r. przez amerykańską sondę New Horizons i nazwany w 2018 r. przez Międzynarodową Unię Astronomiczną imieniem bohaterki eposu Mahabharaty.